# Челле-ди-Булгерия
Челле-ди-Булгерия (итал. Celle di Bulgheria) — коммуна в Италии, располагается в регионе Кампания, в провинции Салерно.
Население составляет 2061 человек, плотность населения составляет 66 чел./км². Занимает площадь 31 км². Почтовый индекс — 84040. Телефонный код — 0974.
Покровительницей коммуны почитается Пресвятая Богородица (Дева Мария Снежная). Праздник ежегодно празднуется 5 августа.